# Hilda Van Siller
Hilda Van Siller (* 1911 in New York; † 1982 ebenda) war eine US-amerikanische Schriftstellerin.

## Leben und Wirken
Sie war eine Tochter des Ingenieurs F. T. Van Siller, den sie seit ihrer Kindheit oft bei seinen Auslandseinsätzen nach Venezuela, aber auch in einige andere Länder Südamerikas begleitete. Ihre Schulzeit absolvierte sie in New York.
1941 erwarb sie zusammen mit ihrer Schwester eine Farm in Virginia und fand dort die folgenden zwei Jahre die Muse, ihren ersten Kriminalroman – Echo of a bomb zu schreiben. Ihr Lektor bei Doubleday riet ihr zu einem „männlichen“ Pseudonym und so debütierte sie erfolgreich unter Van Siller.
Mit über 70 Jahren starb Hilda Van Siller in New York und fand dort auch ihre letzte Ruhestätte.

## Werke (Auswahl)
Richard Massey Zyklus
- Echo of a bomb. 1943.
- The curtain between. 1947.
- Fatal bride. 1947.

Allan Stewart Reihe
- A complete stranger. 1965.
  - deutsch: Niemand kennt Mallory. Goldmann, München 1982, ISBN 3-442-04751-X.
- The mood for murder. 1966.
  - deutsch: Der Hilfeschrei. Goldmann, München 1978, ISBN 3-442-04702-1.
- The Biltmore Call. 1967.
  - deutsch: Das Ferngespräch. Goldmann, München 1978, ISBN 3-442-04758-7.

Einzelne Romane
- One alone 1946.
  - deutsch: Die Mörderin. Goldmann, München 1978, ISBN 3-442-04720-X.
- Paul's apartment. 1948.
  - deutsch: Pauls Apartment. Goldmann, München 1978, ISBN 3-442-04725-0.
- Pammy. 1974.
  - deutsch: Ein fairer Prozess. Goldmann, München 1977, ISBN 3-442-04635-1.
- The old friend.
  - deutsch: Ein guter alter Freund. Goldmann, München 1977, ISBN 3-442-04686-6.
- The Bermuda Murder. 1956.
  - deutsch: Der Bermuda-Mord. Goldmann, München 1978, ISBN 3-442-04734-X.
- Murder is my business. 1958.
  - deutsch: Mord ist mein Geschäft. Mohn, Gütersloh 1961.
- The lonely breeze or The Murder at Hibiscus Key. 1965.
  - deutsch: Küss mich und stirb. Goldmann, München 1978, ISBN 3-442-04743-9.
- The Red Geranium. 1966.
  - deutsch: Casanova schläft nebenan. Heyne, München 1969.
- Sudden Storm. 1968.
  - deutsch: Der Familienkonflikt. Goldmann, München 1978, ISBN 3-442-04767-6.
- The watchers. 1969.
  - deutsch: Telefon aus Teheran. Goldmann, München 1978, ISBN 3-442-04711-0.
- It had to be you. 1970.
  - deutsch: Eine kurze Affaire. Goldmann, München 1977, ISBN 3-442-04680-7.
- The old friend or deception of death. 1973.
  - deutsch: Ein guter alter Freund. Goldmann, München 1977, ISBN 3-442-04686-6.
- The hell with Elaine. 1974.
  - deutsch: Zum Teufel mit Elaine. Goldmann, München 1975, ISBN 3-442-04496-0.
- The sloane divorce.
  - deutsch: Die schöne Lügnerin. Goldmann, München 1978, ISBN 3-442-04621-1.